# Архангельский, Андрей Дмитриевич
Андре́й Дми́триевич Арха́нгельский (26 ноября [8 декабря] 1879, Рязань — 16 июня 1940, Москва) — русский и советский учёный-геолог, профессор, академик Академии наук СССР (1929), Лауреат премии имени В. И. Ленина (1928).

## Биография
Родился 26 ноября (8 декабря) 1879 года в городе Рязань.
В 1898 году окончил Рязанскую гимназию с золотой медалью.
В 1904 году окончил естественнонаучное отделение физико-математического факультета Московского университета. Первое исследование написал ещё студентом. После окончания университета остался работать в нём на кафедре геологии.
С 1912 года стал также работать в Геологическом комитете.
В 1917 году защитил докторскую диссертацию и в 1918 году утверждён в должности профессора Московского университета. А. Д. Архангельский также преподавал в Горной академии и в Межевом институте в Москве, а с 1930 до 1933 год — и в Московском геологоразведочном институте.
В 1918 году был введён в состав Президиума Особой комиссии при Президиуме ВСНХ по изучению Курской магнитной аномалии и руководил всей геологической частью её разведки. В результате этих работ были открыты новые железорудные районы в Курской области.
Далее он разрабатывал стратиграфическую схему и условия залегания фосфоритов Европейской части СССР, условия образования нефти на Северном Кавказе. Им была создана новая теория образования бокситов, которая способствовала открытию их новых месторождений на Урале, в Казахстане и Средней Азии.
С 1925 по 1930 год — заведующий геологическим отделом и заместитель директора Государственного научно-исследовательского нефтяного института, занимался изучением вопроса об условиях образования нефтяных месторождений и за исследования нефтеносной провинции Причерноморья ему была присуждена в 1928 году премия им. В. И. Ленина. В 1929 году был избран в действительные члены Академии наук СССР.
С 1931 года руководил литологическим отделом Института минералогии и геологии (ныне ВИМС — Всероссийский научно-исследовательский институт минерального сырья им. Н. М. Федоровского).
В начале 1930-х годов А. Д. Архангельский по поручению Наркомпроса РСФСР приезжает в Пермь для решения вопроса о целесообразности открытия в Пермском университете геологического факультета. Ознакомившись с геологическими кафедрами, которые в числе немногих в университете были достаточно хорошо по тому времени оборудованы, их кадровым составом, условиями обучения студентов, он дал положительное заключение об открытии факультета. Оно оказалось решающим, в связи с чем факультет считает А. Д. Архангельского одним из своих основателей.
С декабря 1934 по январь 1939 года был директором Института геологических наук СССР, осуществил его переезд из Ленинграда в Москву.
В 1936 году — председатель Казахского филиала АН СССР.
В 1937 году подписал письмо, требующее расправы с Рыковым и Бухариным.
В январе 1939 года по личной просьбе в связи с резким ухудшением здоровья был освобождён от должности директора Института геологических наук АН СССР.
В 1939—1940 годах — начальник комплексной экспедиции Академии наук по изучению Европейской равнины СССР.
Скоропостижно скончался 16 июня 1940 года в подмосковном санатории «Узкое». Похоронен на Новодевичьем кладбище.

## Семья
Сестра — Александра Дмитриевна (1882—1953).
Брат — Борис Дмитриевич (1886—1971)
Сестра — Елизавета Дмитриевна (1889—1957)
Жена — Людмила Александровна (1881—1956)
- Дочь — Архангельская, Наталия Андреевна (1907—1980) — геолог[11].

## Основные научные труды
Основные труды А. Д. Архангельского посвящены различным проблемам стратиграфии, литологии, тектоники, палеогеографии, учению о полезных ископаемых. Он изучал верхний мел и палеоген Поволжья, на основании изучения белемнитов предложил зональное расчленение верхнемеловых отложений, а по макрофауне и фораминиферам сделаны палеофациальные выводы относительно глубин, температуры и границ бассейнов сенонского времени. Им также были предложены (в 1912 году) приёмы детальных палеогеографических реконструкций и разработал основы сравнительно-литологического метода, опирающегося на изучение современных геологических явлений. В 1927 году открыл стоянку каменного века «Чёрная Балка» (Керченский полуостров).
- Обзор геологического строения Европейской России: Юго-Восток Европейской России и прилежащие части Азии, Том 1. — Издание Геологического комитета, 1922. — 420 с.
- Обзор геологического строения Европейской России, Том 1. — Геологический комитет, 1922. — 465 с.
- Введение в изучение геологии Европейской России. Ч. 1 / А. Д. Архангельский. — Москва; Петроград: Госиздат, 1923. — 145 с. — (Нормальные руководства для высшей школы).
- Курская магнитная аномалия: с доб. ст. Н. И. Свитальского «Криворож. руд. р-н и Курск. магнит. аномалия» / А. Д. Архангельский.— Москва: Госиздат, 1924.— 84 с. — (Соврем. проблемы естествознания / Под общ. ред. А. Д. Архангельского, В. Ф. Кагана, Н. К. Кольцова [и др.]; кн. 19).
- Условия образования нефти на Северном Кавказе / Проф. А. Д. Архенгельский. — Москва; Ленинград: Науч.-изд-ское бюро СНП, 1927. — 184 с., [4] с. объявл., II вклад. л. диагр.: черт., карт. — (Серия редакции журнала «Нефтяное хозяйство» / Совет нефтяной промышленности).
- Геологическое строение СССР: европейская и Средне-Азиатская части / А. Д. Архангельский. — Ленинград; Москва: Научтехиздат, 1932. — 425 с., 4 вкл. л. черт., карт.
- Геологическое строение и история развития Чёрного моря. — Изд-во Академии наук СССР, 1933. — 226 с.
- Геологическое строение СССР: западная часть, Том 1. — Горно-геолого-нефтяное изд-во, 1934.
- Геологическое строение и геологическая история СССР. — Гос. научн.-техн. изд-во нефтяной и горно- топливной лит-ры, 1941. — 375 с.
- Избранные труды, Том 1. — Изд-во Акад. наук СССР, 1952. — 550 с.

## Память
Президиум Академии наук СССР 4 июля 1940 года учредил Премию имени А. Д. Архангельского за лучшую оригинальную научную работу по геологии европейской части СССР, которая вручается раз в три года.
Именем учёного назван вал Архангельского — тектоническое поднятие в Аральском море.
Именем учёного названы ископаемые растения:
- Aulacodiscus archangelskianus Witt, 1949 — водоросли, палеоген Пензенской области
- Cribrochaerella archangelskii Shumenko, 1961 — водоросли, верхний мел Харьковской области.

В честь А. Д. Архангельского названы:
- горы в Антарктиде (горы Архангельского, Земля Виктории, 69°32′ ю.ш., 156°20′ в.д., открыты и нанесены на карту в 1958 г., названы не позже 1959 г.)[16];
- гора на Курильских островах (гора Архангельского, Курильские острова, остров Парамушир, название присвоено в 1946 году)[16];
- подводный хребет вблизи Курильских островов (подводный хребет Архангельского, Курильские острова, 46°30′ с.ш., 151°15′ в.д., хребет открыт и исследован в 1949—1955 гг. на научно-исследовательском судне «Витязь», назван по фамилии А. Д. Архангельского, предугадавшего в 1938 году существование этого подводного хребта)[16].